# Metacrateria
Metacrateria is een geslacht van vlinders van de familie snuitmotten (Pyralidae), uit de onderfamilie Phycitinae.

## Soorten
- M. miasticta Hampson, 1918
- M. perirrorella Hampson, 1918
- M. pulverulella Hampson, 1896